# Jány Gusztáv
Vitéz Jány Gusztáv (született Hautzinger) (Rajka, 1883. október 21. – Budapest, 1947. november 26.) hivatásos katonatiszt, magyar királyi honvéd tábornok, a magyar 2. hadsereg parancsnoka, amely 1943 januárjában a Sztálingrád körzetében vívott harcok során megsemmisítő vereséget szenvedett.

## Élete

### A kezdetek
Édesapja a német és lengyel származású Hautzinger Sándor a császári és királyi 76. gyalogezred korábbi őrmestere, szatócs, majd gazdálkodó Lébényben (fűszerüzletük, vendéglőjük volt). Édesanyja Jány Vilma.
1896-ban a család Budapestre költözött, édesapja a Ganz Gépgyárban tisztviselő lett, Jány József – Jány Vilma öccse – pedig kereskedelmi főnök, majd igazgató volt.
Hautzinger Gusztáv iskolái: lébényi elemi iskola, soproni evangélikus líceum, Deák Téri Evangélikus Főgimnázium (ahol 8 éven át Rakovszky Iván és Lukács György osztálytársa volt) – itt 1902-ben érettségizett –, majd 1905-ig a Ludovika Akadémia.
1905. augusztus 18-án hadnaggyá avatták. Ezt követően a magyar királyi lugosi 8. honvéd gyalogezrednél három évig a 8/I zászlóalj egyik szakaszparancsnoka, illetve önkéntes iskolájának oktatótisztje volt. A lugosi alakulat legénysége nagyrészt román anyanyelvű volt, ezért itt a német mellé a románt – élete későbbi szakaszában pedig a franciát is – megtanulta.
Ezt követően a budapesti felsőbb honvéd tiszti tanfolyam hallgatója volt, innen a legjobb nyolc hallgató egyikeként a bécsi császári és királyi hadiiskolába került, ahol a három évfolyam elvégzése után főhadnaggyá lépett elő. 1913 februárjában a magyar királyi 82. gyalogdandár vezérkari tisztje lett. 1914 elején Bécsben és Fischamendben repülő megfigyelővé képző tanfolyamon vett részt.

### Az első világháborúban
Az első világháború kezdetén a 82. gyalogdandár vezérkari tisztjeként a keleti hadszíntérre vezényelték. Itt, a galíciai harcok során szerzett először hírnevet. 1914. november 1-jén soron kívül századossá léptették elő, december 1-jén átvették a vezérkari testületbe. Később a XVIII. hadtest vezérkarában, majd a császári és királyi 55. gyaloghadosztály kötelékében, 1917-től megfigyelőtisztként német seregtesteknél szolgált a nyugati hadszíntéren. Ezt követően újra Galíciába került a 3. hadsereg-parancsnokság hadműveleti osztályára, majd 1918-ban a Honvédelmi Minisztérium 1. osztályára. 1919 februárjától a Kratochwill Károly ezredes vezette Székely Hadosztály parancsnokságára vezényelték Szatmárnémetibe.
A hatalomra kerülő tanácskormány a Székely Hadosztály tevékenységét zavarónak tekintette, ezért akadályozta, majd a lefegyverzését rendelte el, így a hadosztály parancsnoksága és alárendelt különítményei Demecsernél 1919. április 27-én letették a fegyvert a román csapatok előtt, kedvező feltételek reményében. Az alakulat legénysége fogolytáborokba, a kb. 600 fős tisztikar a brassói Fehér laktanyába került. A román állam biztonsága és védőképessége ellen elkövetett bűncselekmény vádjával 1920 februárjától a szamosújvári fegyházban tartották őket fogva. Hautzinger százados 1920. augusztus végén szabadult ki.

### A két világháború között
1920 októberének végén repatriálták, majd jelentkezett a szerveződő magyar királyi honvédségbe. Őrnaggyá léptették elő, s a debreceni hadosztály, majd az átszervezés után a 6. vegyesdandár kötelékébe tartozott. Először vezérkari főnök volt Debrecenben, majd 1924-től fél évig a 11. honvéd gyalogezred parancsnoka. Ezt követően a trianoni békeszerződésben foglalt tiltások folytán Ludovika Akadémiára átnevezett Hadiakadémián tanított harcászatot. Elöljárói felszólításra az első világháborús teljesítményéért beadta felvételi kérelmét a vitézi rendbe. 1924. június 17-én avatták fel, ekkor – ennek feltételeként – magyarosította vezetéknevét édesanyja nevére. 42 évesen már ezredes volt. 1928. május végétől két évig – oktatói tevékenységét megszakítva – a székesfehérvári 2. vegyesdandár vezérkari főnöke lett.
1931. szeptember 1-jétől a Ludovika Akadémia I. főcsoportjának parancsnokaként öt évig vezette az intézményt. Vallásos lévén fontosnak tartotta, hogy a korábban csak katolikus kápolnával rendelkező intézményben protestáns oratórium is legyen. A trianoni döntés visszásságait a növendékeknek bemutatandó, a Ludovikán Irredenta folyosót rendezett be, ahol a csonka ország relikviáit tartották, és kialakíttatta a Hősök folyosóját az első világháborúban elesett ludovikások emlékére. 1934. november 1-jétől tábornokká nevezték ki.
1936-ban vált meg a Ludovikától. Seregtestparancsnok lett: előbb a budapesti 1. vegyesdandár 1. gyalogsági parancsnoka, majd 1936. november 1-jétől 1938 májusáig a szombathelyi 3. vegyesdandár parancsnoka volt. Ekkor altábornaggyá léptették elő. 1938. január 4-étől rövid időre a budapesti I. hadtest parancsnokaként tevékenykedett. Május 24-étől Keresztes-Fischer Lajos altábornagy ajánlatára Magyarország Kormányzója Katonai Irodájának főnöke, így Horthy Miklós katonai tanácsadója. Az irodai munkát nem szerette, nem is maradt sokáig.
Miután Magyarország 1938-ban fegyverkezési önállóságát visszanyerte, a magyar királyi honvédségnél gyors ütemű fejlesztések kezdődtek a Honvéd Vezérkar 1932-ben elfogadott Huba hadrendfejlesztési terv megvalósítására. 1939 elejétől a korábbi vegyesdandárokból hadtestek alakultak, 1940 tavaszán felállt a három hadsereg-parancsnokság, ezek vezető tisztségeibe tapasztalt, a kormányzóhoz hű tábornokok kerültek. Horthy Miklós a Magyar 2. hadsereg parancsnokságával Jányt bízta meg 1940. március 1-jétől. Részt vett az erdélyi bevonulásban is.

### A második világháborúban
1941. május 1-jétől gyalogsági tábornok, augusztustól vezérezredes volt. Szeptemberben az aktívabb háborús részvételt sürgető Werth Henrik vezérezredes helyére, a Honvéd Vezérkar főnöki tisztségébe a Jánynál fiatalabb Szombathelyi Ferenc vezérezredest nevezik ki. Emiatt a 36 éves szolgálati viszonyára hivatkozással Jány kérte felmentését és nyugállományba helyezését, de Keresztes-Fischer Lajos vezérezredes, főhadsegéd kifejezte azt a legfelsőbb óhajt, hogy maradjon, ami elől nem tudott kitérni. A magyar állam és a Wilhelm Keitel által képviselt német vezetés között megállapodás jött létre, hogy előbbi utóbbinak egy hadsereget ad át, és ez éppen a Jány vezette Magyar 2. hadsereg lett. Horthy hosszú karrierje jutalmaképpen szánta Jánynak a győztes német hadjáratban való részvételt.
A hadszíntéren gyakran látogatta a csapatokat, egy szemléje során, 1942. augusztus 25-én egy aknavető lövedék szilánkjától megsebesült. Budapesti gyógykezelése alatt, augusztus 28. és október 7. között Csatay Lajos altábornagy helyettesítette.
Az 1942. nyári, Don melletti hídfőcsatában súlyos anyagi és személyi veszteségeket szenvedett el hadserege, az utánpótlás helyzete miatt pedig lőszerben, élelmiszerben és üzemanyagban súlyos hiány mutatkozott. A mindössze 80–90 ezer fő által védett arcvonal irreálisan széles volt, a személyi állomány hangulata pedig katasztrofális.
1942 őszén – a hadszíntérre látogató Nagy Vilmos honvédelmi miniszter közbenjárásával – felmentését kérte a kormányzótól, tiltakozásul a német hadvezetés által a magyar hadseregtől megkövetelt, végrehajthatatlanul nehéz feladatok ellen, amelyek mellé a kért támogatást a hadsereg nem kapta meg a németektől a hadsereg fegyverzetének és felszerelésének megerősítésére, arcvonal mögötti kiképzésére. Kérelmét Horthy elutasította.
A Honvéd Vezérkar főnöke Adolf Hitler követelésére 1942. december 27-én elrendelte a doni hídfőállások feltétlen tartását, ami megoldhatatlan feladatnak bizonyult a gyengén kiépített védőállásokban, hiányos felszereléssel rendelkező hadseregnek a kemény télre felkészített orosz haderővel szemben.
1943. január 14-én, −35 °C fokos hidegben az arcvonal kettős áttörését követően a hadsereget már a bekerítés fenyegette. A németek ennek ellenére nem mozgósították az arcvonal ezen részén állomásozó tartalékukat, és a visszavonulást is megtiltották. Jány ragaszkodott ehhez a parancshoz, de talán megmenthette volna a katonák egy részét, ha már január 15-én elrendeli a visszavonulást, amit csak 17-én tett meg. Az elvágott III. hadtest tovább harcolt a németek oldalán, és január végére már sem ellátmányuk sem fegyverzetük nem maradt. Nagy részük január 24-én kivált az arcvonalból. Hadseregének felbomlása láttán adta ki Jány „A 2. magyar hds. elvesztette becsületét…” kezdetű hírhedt parancsát, amely egyrészt a kilátástalanul küzdő magyar honvédek számára megalázó volt, másrészt hivatkozási alapot adott a németeknek.

„294/2. hds. I. a. 43. I. 24. szám
HADPARANCS
1. A 2. magyar hds. elvesztette becsületét, mert kevés – esküjéhez és kötelességéhez hű – ember kivételével nem váltotta be azt, amit tőle mindenki joggal elvárhatott. Állásainkból ellenséges túlerő kivethetett még akkor is, ha a csapat kötelességét megtette. Ez nem szégyen. Ez szerencsétlenség. De becstelenség az a lelkeveszített fejnélküli gyáva menekülés, mit látnom kellett, miért most a szövetséges német hds. és az otthon mélységesen megvet bennünket. Ehhez minden oka meg is van.
2. Vegye tudomásul mindenki, hogy innen sem betegség, sem sebesülés, sem fagyással el nem engedek senkit. Azon a területen, hol gyülekezésünket elrendelték, hol az újjászervezést végrehajtjuk, ott marad mindenki, míg meg nem gyógyul, vagy el nem pusztul.
3. A rendet és a vas fegyelmet a legkeményebb kézzel, ha kell, a helyszínen való felkoncolással, de helyre kell állítani. Ennél kivétel nincs, legyen az tiszt vagy rendfokozat nélküli honvéd, aki parancsomnak nem engedelmeskedik, az nem érdemli meg, hogy nyomorult életét tovább tengesse és nem engedem, hogy szégyenünket bárki is tovább nagyobbítsa.
[…]
vitéz Jány vezds. hds. pk."”

Ezt a parancsot Jány Gusztáv 1943. március 12-én kiadott 30. számú hadseregparancsával hatályon kívül helyezte.
A hadseregnek alig maradt fegyvere, nehézfegyverzete teljesen megsemmisült. Az életben maradt katonákat a Dnyeper folyó partjához vonták, hazaszállításuk innen május végéig tartott. Az utolsó vonattal Jány is hazatért, 1943. augusztus 5-én Horthy felmentette parancsnoki tisztéből. A szovjet megszállás elől családjával Németországba távozott. A háború végén az amerikaiak felajánlották neki, hogy a Horthy-csoporttal menjen spanyol–portugál területre, de ő a következőt mondta: „ha egyetlenegy magyar, ártatlanul vádolt katonának könnyítem a sorsát azzal, hogy odahaza megtudják az igazságot a második hadsereggel kapcsolatban, akkor bármi történjék is velem, azt szívesen és örömmel vállalom”.

## Népbírósági pere

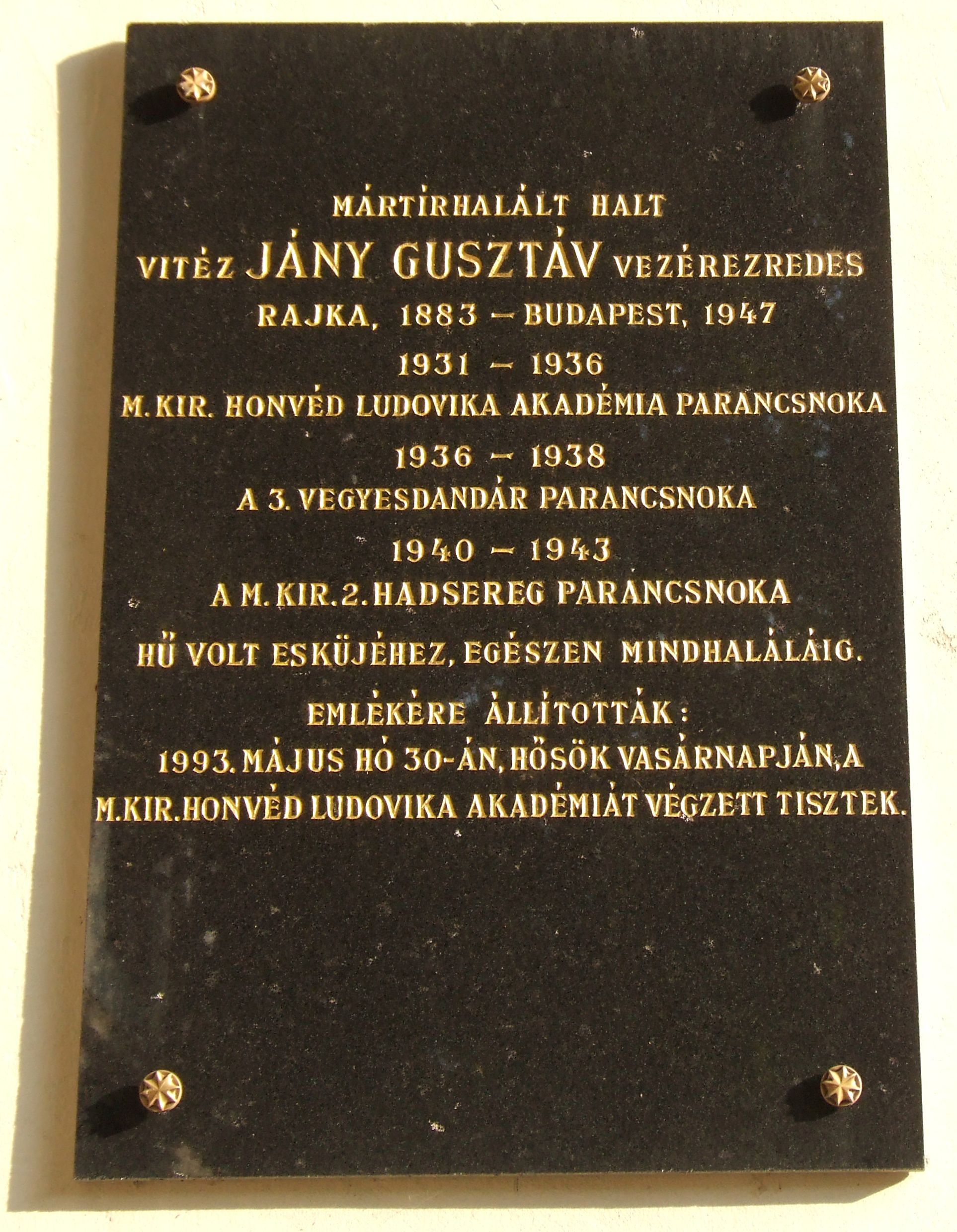
Emléktáblája a Hadtörténeti Intézet és Múzeumban

A HM 1945. június 19-én mint háborús bűnöst közigazgatási úton lefokozta, és elcsapta a honvédség kötelékéből. 1946-ban, felesége, Dávid Anna halála után önként hazatért, ehhez kieszközölte az amerikai katonai hatóságoknál az engedélyt. 1946-ban, egy hazatérő hadifogoly-szállítmánnyal érkezett az országba, és feladta magát a magyar hatóságoknak. Előre sejtette, hogy ki fogják végezni, önként vállalta a sorsát. A HM katonapolitikai osztályának kaposvári kirendeltsége vette őrizetbe, október 7-én.
1947 szeptemberéig készítették elő a pert, a Kornis Pál, egykori 2. hadseregbeli munkaszolgálatos által felügyelt, Szörényi Endre őrnagy vezette vizsgálócsoport által készített vádirattervezetet a népügyészség többször visszaadta. A csoport dokumentumokat gyűjtött be, és tanúkat is kihallgatott, akik azonban általában 1945 után előléptetett, korábban a 2. hadseregben szolgált tisztek, honvédek, munkaszolgálatosok voltak. A csoport elsősorban a politikai szempontból jelentős tényeket igyekezett kigyűjteni, hiszen a per időpontjában a közvéleményt már nem a háborús bűnösök megbüntetése, hanem a politikai fejlemények foglalkoztatták, illetve az ezzel egy időben zajló per a Magyar Közösség ellen. Az 1947-es választásokat követő pártpolitikai csatározások során a kommunista Igaz Szó és Szabad Nép újságok igyekeztek Jány-ellenes hangulatot kelteni, őt a „doni hóhér” néven, és 140 ezer magyar honvéd gyilkosaként emlegették.
A Budapesti Népbíróság 1947. szeptember 25-én, 26-án, 29-én és október 4-én tárgyalta az ügyet dr. Pálosi Béla tanácsvezető bíró vezetésével, a hat koalíciós párt képviselőiből álló tanácsban a népügyész dr. Gyarmati István, a védő dr. Jármay Zsigmond ügyvéd volt. A védelem tanúi közül csak Nagy Vilmos nyugállományú vezérezredes, 1942–43-ban honvédelmi miniszter kihallgatására került sor, mert Veress Lajost, Rácz Jenőt, Cseh Kálmánt és másokat már letartóztattak. Nagy Vilmos próbált a vádlott segítségére lenni.
A bíróság előtt Jány a szolgálati szabályzatra hivatkozott, mondván, hogy ő azt soha nem sértette meg, a színtiszta igazat vallotta, nem érezte magát vétkesnek, hisz ő is parancsot teljesített.
A Budapesti Népbíróság a háborúban betöltött szerepe miatt golyó általi halálra ítélte azon vádak elfogadása alapján, hogy egyrészről a háború Magyarországra kiterjesztését, az országnak a háborúba történő fokozottabb belesodródását megakadályozni nem törekedett, másrészről a háborúra vonatkozó nemzetközi jogszabályokat súlyosan megsértve, emberek törvénytelen kivégzésének és megkínzásának felbujtója volt.
Mindkét vádpontban a bűnösség megállapítása az akkori jogszabályok – így a népbíróságokról elfogadott, törvénnyel megerősített rendeletek – szerint is jogszabálysértő volt. Az első vádponttal az a probléma, hogy Jányt a kormányzó, vagyis a Honvéd Vezérkar főnöke küldte a frontra, így legfeljebb a parancs egyértelmű megtagadásával próbálhatta volna meg (ami karrierjének végét jelentette volna) „megakadályozni” a háborúba történő fokozottabb belesodródást. A másik vádponttal kapcsolatban pedig maga a „népbíróság” állapította meg, hogy az ellentmondásos tanúvallomások miatt nem lehetett egyértelműen bizonyítani, hogy túszok, hadifoglyok, polgári személyek megkínzására sor került volna. Ugyanígy nem lehetett megállapítani, hogy a kettős bíráskodás alapján partizánokat, munkaszolgálatosokat, vagy a feltétlen kitartást elrendelő parancsot megszegő, önkényesen visszavonuló katonákat kivégezték volna. Halálos ítéletet a 2. hadsereg – hadsereg, hadtest, illetve hadosztály – bíróságai csak szökés, illetve az ellenség előtti gyáva magatartás esetében hoztak.

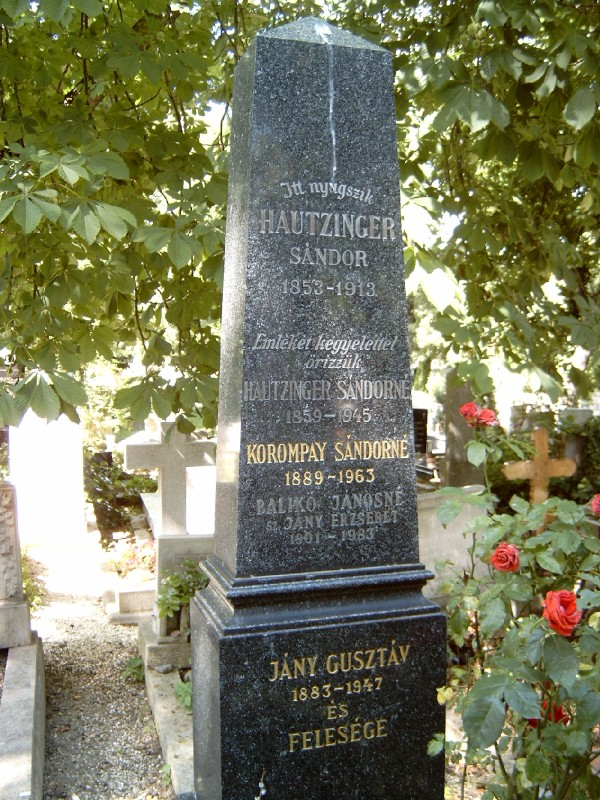
Jány Gusztáv sírja Budapesten. Farkasréti temető: 1/6-2-16

Az viszont tény, hogy Jány 1943-ban kiadott parancsa valóban felkoncolást és megtizedelést parancsba adott a pánikszerű visszavonulás megállítására és a rend helyreállítására, amelyekkel éltek a katonai szolgálati szabályzatok alapján, de kétséges, hogy az adott körülmények között (fagyhalál és éhhalál szélén álló katonák esetében) ennek a parancsnak bármilyen eredménye lett volna. Fölmerül a gyanú, hogy Jány a hírhedt parancsával az egyszerű katonákra próbálta hárítani saját felelősségét, és amikor látta ennek hatását, akkor próbálta meg nem történtté tenni.
Jány az ítélet meghozatala után nem kért kegyelmet, mert azzal szerinte bűnösségét ismerte volna el. A Budapesti Népbíróság 3:2 arányban, és szótöbbséggel a Népbíróságok Országos Tanácsa is kegyelemre méltónak minősítette Jányt, és dr. Pálosi Béla is kegyelemre terjesztette elő. Tildy Zoltán köztársasági elnök a kegyelmi kérvényt 1947. november 22-én elutasította, a védelem november 25-én elfogadott felfolyamodását nem bírálták el, s az ítéletet november 26-án a régi Gyűjtőfogház udvarán végrehajtották.
1993. október 4-én a Legfelsőbb Bíróság – a Legfőbb Ügyészség felülvizsgálati indítványára – Jányt az ellene emelt vádak alól jogilag felmentette.
2011. január 12-én dr. Galli István, Jány Gusztáv ügyvédje az államfőnél kezdeményezte Jány Gusztáv posztumusz vezérezredessé történő kinevezését.
2011. február 11-én Schmitt Pál köztársasági elnök a honvédelmi miniszterhez fordult Jány Gusztáv posztumusz vezérezredesi kinevezése ügyében. A Honvédelmi Minisztérium a beadványt a Hadtörténeti Intézet és Múzeum munkatársainak bevonásával vizsgálta.
Népbírósági perének teljes iratanyagát, valamint az 1993-as rehabilitásának iratait szerkesztette kötet formájában dr.Kolarovszki Tamás jogász. A kötet a makói József Attila Könyvtár és Múzeum kiadásában jelent meg 2018-ban.